# Marketentster

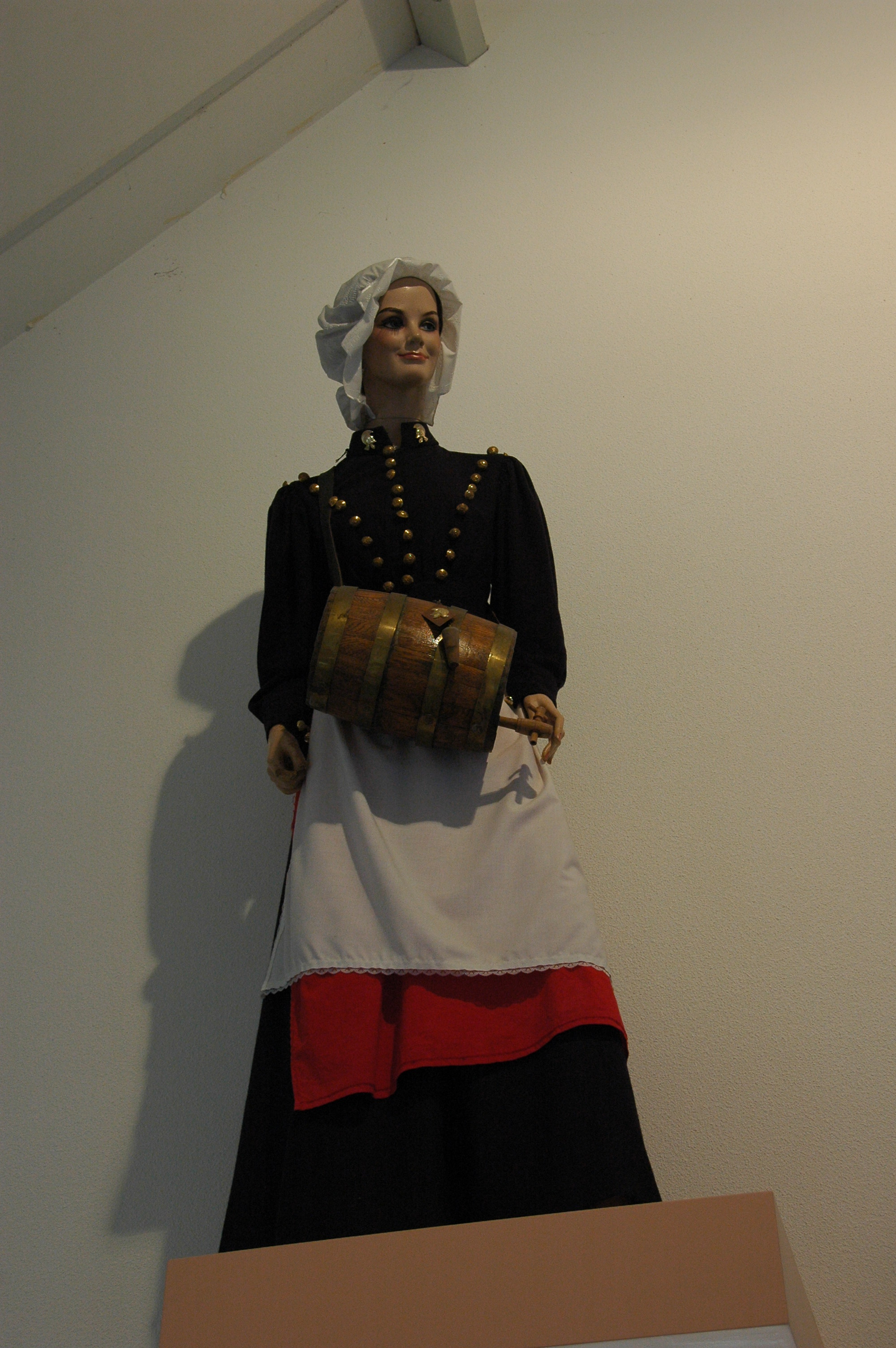
Marketentster (Geniemuseum, Vught)

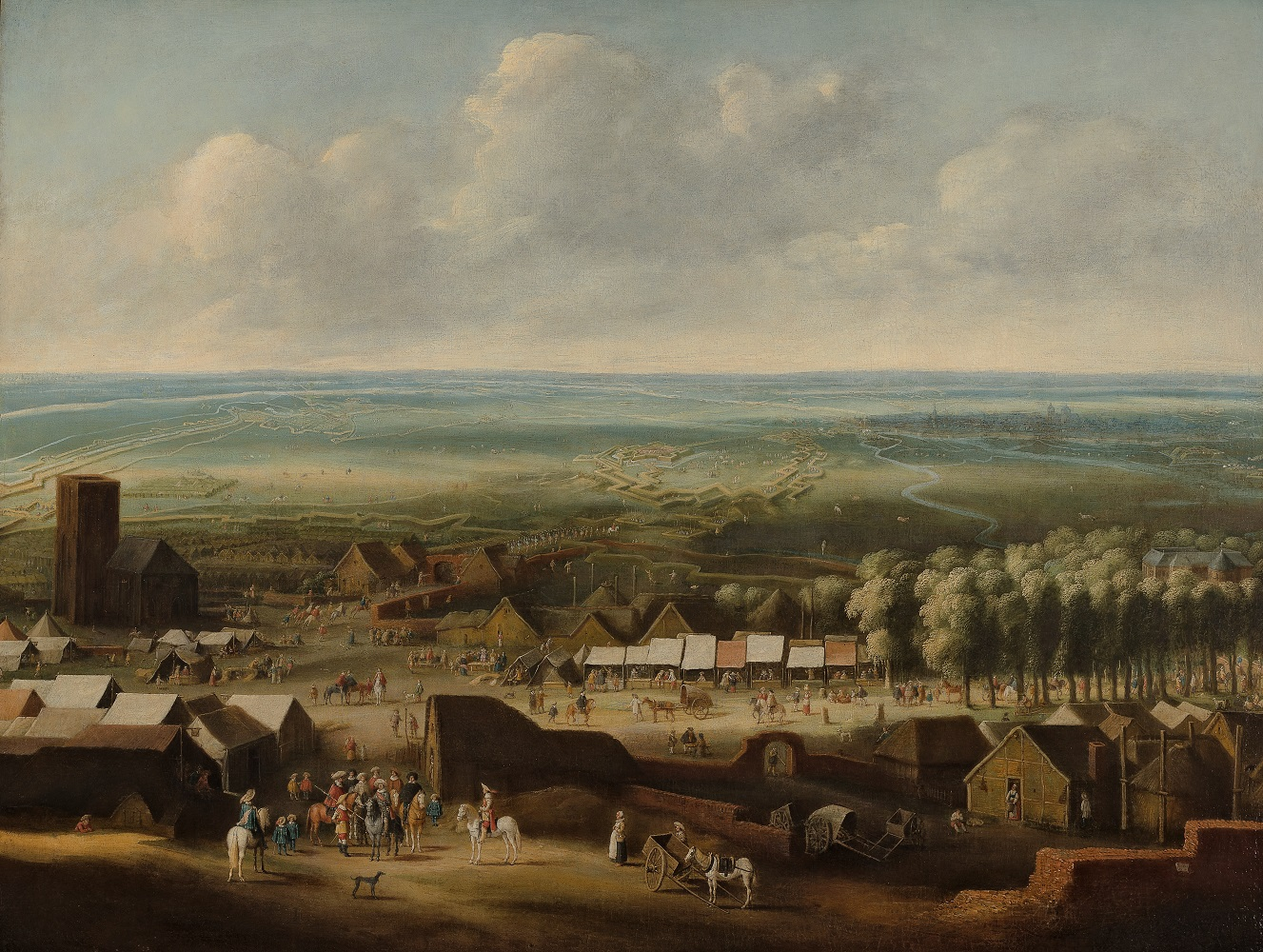
Legerkamp Vught tijdens het Beleg van 's-Hertogenbosch (1629). Op de voorgrond zoetelaarskramen met levensmiddelen voor de Staatse soldaten.

Een marketentster (ook: marketenzer, zoetelaar of zoetelaarster) was een vrouw die een leger volgde en gerechtigd was aan de soldaten waren te verkopen zoals drank, voedsel en kleine benodigdheden voor het dagelijks leven. Drank verkochten marketentsters uit het typische marketentstervaatje dat ze op de heup droegen. Men moet haar niet verwarren met de wasdame van een legereenheid. Beiden waren wel kampvolgers. In veel gevallen was de marketentster getrouwd met een militair beneden de rang van onderofficier. In kampen en kazernes dreven ze vaak een soort café. Het leger kende toentertijd nog geen eigen kantinedienst. In de permanente kazernes van de staande legers van de latere negentiende eeuw dreven de marketentsters de soldatenkantine en verrichtten soms ook werkzaamheden als het wassen en onderhouden van de kleding van de soldaten.
In de negentiende eeuw werd in het Nederlandse leger de functie van marketentster aan strikte regels gebonden. Zo werd onder andere bepaald dat de marketentster getrouwd moest zijn met een lid van het onderdeel. Ook werd vastgelegd wat zij mocht verkopen en tegen welke prijs. Naast een uniform dat een sterke gelijkenis vertoonde met dat van haar eenheid, kreeg de marketentster ook een penning waarop haar naam en het legeronderdeel was vermeld. Het Nederlandse leger kende nog tot in de twintigste eeuw marketentsters. Daarna werd hun functie overgenomen door de kantinedienst. De Koninklijke Landmacht maakt bij ceremoniële gelegenheden nog gebruik van marketentsters.

Sinds 1973 hebben de Nederlands-Limburgse en Gelderse schutterijen weer officiële marketentsters in uniform, die ook aan wedstrijden deelnemen.

## Etymologie
De naam 'marktentster' is mogelijk afgeleid van het middeleeuws Latijnse mercatare (handeldrijven).

## Bekende marketentsters
- Wellicht de bekendste marketentster is het toneelpersonage Anna Vierling, die in het toneelstuk Moeder Courage en haar kinderen van Bertolt Brecht met haar drie kinderen tijdens de Dertigjarige Oorlog achter de Zweedse troepen aan door Polen naar Duitsland trekt en hoopt haar voordeel met de oorlog te doen.
- José Cipriani (°1948), verkoopt sinds haar 15e eten aan de militairen van het Kamp Beverlo in Leopoldsburg (België).  Ze werd hiervoor in 2015 gekroond tot Ridder in de Orde van Leopold II.[2]